# Ptechetelium cyatheae
Ptechetelium cyatheae är en svampart som först beskrevs av Hans Sydow, och fick sitt nu gällande namn av Oberw. & Bandoni 1984. Ptechetelium cyatheae ingår i släktet Ptechetelium och familjen Eocronartiaceae.   Inga underarter finns listade i Catalogue of Life.